# Shukri Mustafa
Shukri Ahmad Mustafa (in arabo شكري أحمد مصطفى‎?; Abu Khurus, 1º giugno 1942 – Il Cairo, 19 marzo 1978) è stato un terrorista egiziano.
Shukrī Muṣṭafā fu un ingegnere agrario (specializzazione inesistente in Italia) che guidò il gruppo fondamentalista terroristico egiziano noto come Jamāʿat al-Muslimīn (in arabo جماعة المسلمين‎?), "Società dei musulmani", popolarmente più noto come al-Takfir wa l-Hijra. Esordì nel suo cammino di militante radicale islamico aderendo negli anni sessanta all'organizzazione panaraba (sorta in Egitto alla fine degli anni venti) dei Fratelli Musulmani. Dopo essere stato imprigionato per le sue attività legate a quel gruppo, si accostò agli scritti di Sayyid Qutb e di altri pensatori radicali. Dopo essere stato rimesso in libertà nel 1971 riuscì a guadagnarsi il favore di un certo numero di Fratelli Musulmani che reputavano eccessivamente "morbida" la linea d'azione dell'organizzazione, costituendo un gruppo favorevole allo scontro aperto con le società islamiche contemporanee, ritenute solo nominalmente musulmane. 

Fu giustiziato nel 1978 dopo aver rapito e ucciso l'anno prima lo sceicco Muḥammad Ḥusayn al-Dhahabī, ministro egiziano degli Affari Religiosi e dei beni Awqaf.

## Gioventù
Shukri nacque in un piccolo villaggio del Medio Egitto, a una trentina di chilometri da Asyūṭ (Assiut), di cui il padre era ʿumda (sindaco) e ad Asyūṭ si trasferì con la madre, ripudiata dal padre.  Qui frequentò la scuola coranica e poi affrontò gli studi di ingegneria agraria nella locale Università. Qui, in una città nota per le sue diffuse simpatie fondamentalistiche, entrò per la prima volta in contatto con la Fratellanza Musulmana e fu per la prima volta arrestato per aver distribuito nel 1965 i loro volantini.
Shukri passò solo per questo motivo 6 anni in prigione, dapprima a Tura e poi, dal 1967, ad Abu Za'bal. Mentre era in carcere, lesse le dichiarazioni di Qutb, da poco giustiziato, secondo cui la società egiziana e le altre società arabe e islamiche erano in realtà giahilite, vale a dire del tutto preda della crassa ignoranza che aveva preceduto l'avvio della missione profetica assolta tra il 610 e il 633 da Maometto. Shukri e alcuni suoi seguaci prigionieri condividevano queste idee e credevano fermamente che la maggior parte degli egiziani non fosse più autenticamente musulmana, ma che fosse diventata apostata (murtadd) per la loro incapacità o non volontà di combattere lo Stato ingiusto e tirannico. La fazione di Shukri, nota come Jamāʿat al-Muslimīn (Società dei musulmani), credeva inoltre che Qutb avesse preconizzato la totale separazione dei "veri" musulmani dalla società giahilita, concetto questo reso dalla parola araba hijra.
La Jamāʿat al-Muslimīn fallì nel suo intento, visto che la Fratellanza Musulmana rigettò ufficialmente le teorie di Sayyid Qutb. Il primo leader del gruppo, lo sceicco ʿAlī ʿAbduh Ismāʿīl (diplomatosi ad al-Azhar), abbandonò nell'estate del 1969 il Takfīr wa l-hijra, convinto della giustezza delle critiche avanzate dalla Guida Suprema della Fratellanza, e Shukri, com'era logico, fu immediatamente chiamato a succedergli, visto che era l'unico membro di rilievo esistente del gruppo. Fu rimesso in libertà nel 1971, come atto di clemenza concesso dal Presidente Anwar al-Sadat di operare una sorta di riavvicinamento tra regime e Fratellanza Musulmana

## Leadership del gruppo dellaJamāʿat al-Muslimīn
Al suo rilascio dal carcere, Shukri tornò ad Asyut, dove completò i suoi studi e cominciò a reclutare suoi adepti nei villaggi della zona. Nel 1973, in seguito all'arresto di alcuni suoi seguaci, indusse il suo gruppo a trascorrere dei periodi nelle caverne delle vicine montagne, applicando così il principio dell'hijra. Kepel (The Prophète et Pharaon, pp. 780–81) ricorda l'espressione di Ahl al-kahf (Gente della caverna) usata per lui e i suoi seguaci dal quotidiano del Cairo al-Akhbar, "Le notizie". L'espressione rievocava il mito dei Sette dormienti di Efeso, fatto proprio anche dal Corano, ma è interessante notare come il romitaggio del gruppo fosse non solo ben noto alla polizia egiziana ma addirittura alla stampa. Va anche detto che il gruppo viveva per la massima parte del tempo negli alloggi della periferia del Cairo e di varie altre città. 

Shukri si accorse della corposa debolezza del gruppo, incapace di entrare in una qualsiasi forma di azione organizzata contro lo Stato "giahilita" e per quello provava a perseguire una progressiva  "separazione" dalla società. Sperava così, oltre tutto, di proteggere i suoi uomini da influenze esterne e di irrobustirsi. Dal 1976 i devoti seguaci di Shukri assommavano a 200, ma non erano considerati un reale politiche dalle superficiali autorità egiziane.
La principale controversia che animò il gruppo fu causato dalla volontà di Shukri Mustafa di forzare i suoi uomini a tagliare i loro legami con le famiglie, dove si accusava esplicitamente che il gruppo attirasse al suo interno giovani donne - ma anche vedove - per sedurle peccaminosamente.

## Confronto con lo Stato
Nel 1976 un piccolo manipolo di adepti abbandonò l'organizzazione (che contava ormai 2.000 persone) per raggiungere alti gruppi contestatori. Shukri in un primo momento reagì irosamente e dichiarò costoro apostati e, nel novembre, condusse a termine due incursioni contro di quelli per ucciderli. La polizia intervenne, incarcerando 14 seguaci di Shukri Mustafa ed emettendo un ordine d'arresto ai suoi danni. Sorpreso dalla reazione ufficiale, Shukri chiese il rilascio degli arrestati ma fu ignorato dalle autorità e ridicolizzato dalla stampa. Fu a quel punto che il suo gruppo assunse la denominazione di "al-Takfir wa l-Hijra" (Accusa di empietà massima e auto-esilio). Shukri odiava quel termine (che era stato uno dei pilastri ideologici del Kharigismo più oltranzista) ma dovette riconoscere che i fini del movimento erano in quel modo resi assai più chiari al pubblico.
Shukri si sentì frustrato dalla propria incapacità di usare i media per promuovere le sue idee e la sua leadership fu messa in discussione. La sua risposta fu quella di sequestrare il 3 luglio 1977 un antico ministro degli Affari religiosi e una personalità rispettata all'interno dell'élite religiosa egiziana, lo sceicco Muḥammad Ḥusayn al-Dhahabī. Questi aveva precedentemente pubblicato nel 1975 un pamphlet ufficiale contro il gruppo di Shukri Mustafa, qualificato come prossimo al Kharigismo. Shukri pretese il rilascio dei suoi seguaci arrestati (circa 70 persone), le scuse della stampa, la pubblicazione di suoi libretti religiosi e la consegna di 200.000 lire egiziane in banconote non segnate, usate e i cui numeri di serie non dovevano essere annotati. Quando tutto ciò venne ignorato, l'ostaggio fu ucciso. La reazione del governo fu rapida e decisa. Centinaia di militanti vennero fermati dalla polizia e a dozzine tradotti in carcere. Dopo un giudizio sommario del tribunale, Shukri e quattro altri capi del movimento furono giustiziati il 19 marzo del 1978, mentre varie.

## Il suo credo
Shukri aveva una posizione salafita assolutamente estremistica.  Considerava ogni magistero islamico del passato come "non necessario" e respingeva anche le quattro scuole giuridiche sunnite (madhhab), ivi compresa quella hanbalita. Insisteva invece sulla possibilità e la doverosità per ogni musulmano compisse il suo ijtihād (sforzo interpretativo della Shari'a):
(Kepel, op. cit., pp. 83-84)
Shukri rifiutava qualsiasi cosa che egli considerava potesse essere contaminata dalla società "jahilita", incluse le moschee, tanto da prescrivere ai suoi seguaci di non adempiervi la preghiera canonica del mezzogiorno di venerdì (considerata dall'Islam "raccomandabile"). Affermava con forza che, mentre alcune moschee minori erano accettabili, il posto più appropriato per pregare era la propria abitazione.
Era indifferente alla lotta "anti-sionista" dell'Egitto. Quando gli chiedevano cosa avrebbe fatto se Israele avesse invaso l'Egitto, rispondeva che il suo gruppo sarebbe fuggito piuttosto che combatterla, perché bisognava fuggire tanto davanti al "nemico esterno" quanto a quello "interno". Giudicava le forze armate egiziane il suo nemico, più ancora di Israele. Credeva anche che imparare a scrivere fosse inutile per la maggior parte degli egiziani, e si opponeva agli sforzi di alfabetizzazione della società da parte delle autorità.
Al pari di molti altri gruppi similari, la Società dei Musulmani incoraggiava le donne ad aderire. Shukri organizzava personalmente matrimoni con membri maschili e il gruppo provvedeva a una loro sistemazione in alloggio. Spesso varie coppie condividevano una stanza, separate solo da una tendina scorrevole. Se una donna sposata aderiva al gruppo e suo marito non lo faceva, Shukri considerava allora quel matrimonio "giahilita" senza efficacia giuridica per "divergenza di fede" (ikhtilāf fī l-ʿaqīda) e consentiva alla donna di sposarsi ancora. Questo approccio al matrimonio attirò la pubblica attenzione sul gruppo, con numerose storie, divulgate dai media, in cui i componenti della famiglia di una donna che aveva raggiunto il gruppo accusavano quest'ultimo di aver circuito le loro figlie, ovvero accusando il gruppo di smodatezza morale e sessuale.